# 魔法门II：异世界之门
《魔法门II：异世界之门》（又译作、，英文缩写）是由New World Computing制作组开发，于1988年发行，运行于Apple II、MS-DOS（IBM PC）、超級任天堂等平台的一款RPG角色扮演类游戏。它是魔法门系列游戏的第二版，剧情接在《魔法门I：心灵圣地之谜》之后。